# Otto Leunenschloß
Otto Leunenschloß (* 2. Dezember 1883 in Aplerbeck; † 2. Dezember 1960) war ein deutscher Arzt und Bibliothekar.

## Wirken
Nach seiner Reifeprüfung am Gymnasium in Hamm studierte Otto Leunenschloß Medizin und Evangelische Theologie an den Universitäten Heidelberg, Würzburg, Freiburg/Br., Innsbruck und Bonn und legte das Staatsexamen 1912 ab. Im Jahre 1914 wurde er als Arzt approbiert. Im gleichen Jahr (1914) promovierte er in Medizin an der Universität Rostock. Während des Ersten Weltkriegs war er als Militärarzt tätig (1914 bis 1916), danach arbeitete er einige Zeit im stadtärztlichen Dienst. Als Voluntär an der Universitätsbibliothek Marburg trat er 1921 in den höheren Bibliotheksdienst ein und legte 1922 die Fachprüfung an der Preußischen Staatsbibliothek ab. Kurze Zeit war er als Bibliothekar an der Universitätsbibliothek Kiel tätig (1922/1923). Von 1923 bis 1926 arbeitete er an der Preußischen Staatsbibliothek in Berlin und wechselte dann als stellvertretender Direktor an die Universitätsbibliothek Münster. Zugleich leitete er dort das Universitätsarchiv. Von 1933 bis 1935 war er an der Universitätsbibliothek Berlin tätig. Schließlich war er von 1935 bis 1950 an der Bibliothek der Technischen Hochschule Hannover tätig, ab 1935 als Vorstand, seit 1947 als Direktor. Seit 1940 war er Honorarprofessor an der Technischen Hochschule Hannover.
Neben seiner fachlichen Tätigkeit als Bibliothekar in verschiedenen Bibliotheken und in bibliothekarischen Fachverbänden war Leunenschloß Herausgeber der „Westfälischen Lebensbilder“ (seit 1930) und der „Rheinisch-Westfälischen Wirtschaftsbiographien“.

## Schriften
- Über das Angioma arteriale racemosum des Gehirns. Gustav Fischer, Jena 1914 (Dissertation Universität Rostock).
- Gesamt-Realkatalog der medizinischen Bibliotheken Kiels. Kiel 1923.
- (Hrsg.): Aloys Bömer zum fünfundsechzigsten Geburtstag (= Westfälische Lebensbilder, Bd. 4). Aschendorff, Münster 1933.
- Systematischer Katalog Medizin. Universitätsbibliothek Berlin 1935.
- Register zu dem Schlagwortkatalog der Bibliothek der Technischen Hochschule Hannover. Hannover 1941–1945.
- Register zum Ausleihe-Schlagwortkatalog. Nörten-Hardenberg 1947.

Festschrift
- Lieselotte Vossnack (Hrsg.): Festschrift zum fünfundsechzigsten Geburtstag von Otto Leunenschloss. Hannover 1948.